# Linh lăng khiên
Linh lăng khiên hay linh lăng sên (danh pháp hai phần: Medicago scutellata) là một loài thực vật trong chi Medicago. Nó được tìm thấy chủ yếu trong khu vực bồn địa Địa Trung Hải. Nó tạo thành quan hệ cộng sinh với vi khuẩn Sinorhizobium meliloti, loài có khả năng cố định đạm.

## Thư viện ảnh

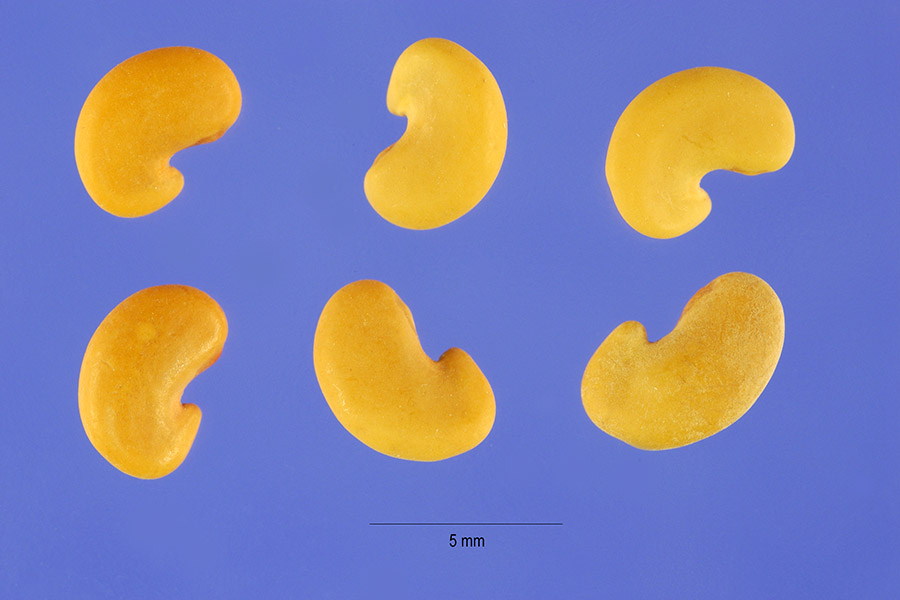
Hạt
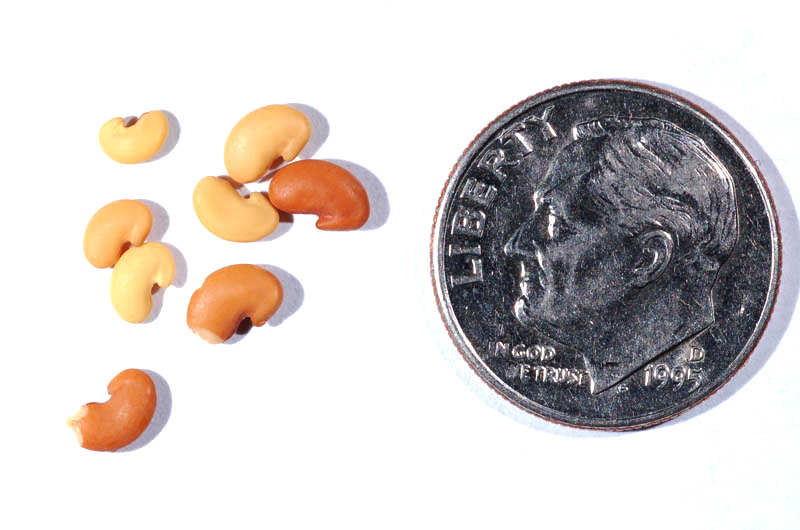
Hạt